# Kem' (città)
Kem' (in russo Кемь?, in careliano e finlandese Kemi) è una città della Russia nella Repubblica di Carelia, che ospita una popolazione di circa 13.000 abitanti. La città è situata quasi alla foce del fiume Kem', sulle rive della baia dell'Onega, nella parte occidentale del Mar Bianco a circa 440 km da Petrozavodsk. Il primo insediamento risale al XIV secolo, ha ottenuto lo status di città nel 1785 ed è capoluogo del Kemskij rajon.
Inoltre, nel 2006, la città è stata il set delle riprese del film L'isola (Ostrov), del regista russo Pavel Lungin.

## Clima
| Kem' (1991-2020) Fonte:     | Mesi         | Mesi         | Mesi         | Mesi         | Mesi         | Mesi        | Mesi        | Mesi        | Mesi        | Mesi         | Mesi         | Mesi         | Stagioni | Stagioni | Stagioni | Stagioni | Anno  |
| Kem' (1991-2020) Fonte:     | Gen          | Feb          | Mar          | Apr          | Mag          | Giu         | Lug         | Ago         | Set         | Ott          | Nov          | Dic          | Inv      | Pri      | Est      | Aut      | Anno  |
| --------------------------- | ------------ | ------------ | ------------ | ------------ | ------------ | ----------- | ----------- | ----------- | ----------- | ------------ | ------------ | ------------ | -------- | -------- | -------- | -------- | ----- |
| T. max. media (°C)          | −5,9         | −5,9         | −1,3         | 3,9          | 9,6          | 15,3        | 18,5        | 17,2        | 12,4        | 5,5          | 0,0          | −3,4         | −5,1     | 4,1      | 17,0     | 6,0      | 5,5   |
| T. media (°C)               | −9,1         | −9,1         | −5,0         | 0,2          | 5,6          | 11,2        | 14,7        | 13,6        | 9,3         | 3,2          | −2,3         | −6,1         | −8,1     | 0,3      | 13,2     | 3,4      | 2,2   |
| T. min. media (°C)          | −12,6        | −12,8        | −9,0         | −3,5         | 2,1          | 7,6         | 11,2        | 10,3        | 6,3         | 0,9          | −4,8         | −9,1         | −11,5    | −3,5     | 9,7      | 0,8      | −1,1  |
| T. max. assoluta (°C)       | 8,7 (1971)   | 6,5 (1976)   | 12,0 (2007)  | 19,6 (1921)  | 29,2 (2014)  | 32,5 (2021) | 32,6 (2010) | 32,9 (2018) | 25,6 (1992) | 16,6 (2000)  | 11,4 (2005)  | 6,9 (2006)   | 8,7      | 29,2     | 32,9     | 25,6     | 32,9  |
| T. min. assoluta (°C)       | −40,3 (1940) | −35,1 (1940) | −32,5 (1917) | −25,8 (1933) | −12,2 (1935) | −2,6 (1930) | 2,0 (1968)  | 0,6 (1987)  | −4,1 (1968) | −17,0 (1992) | −26,3 (1955) | −34,2 (1978) | −40,3    | −32,5    | −2,6     | −26,3    | −40,3 |
| Nuvolosità (okta al giorno) | 7,1          | 6,7          | 6,6          | 6,2          | 6,8          | 6,7         | 6,6         | 7,0         | 7,2         | 7,7          | 7,8          | 7,3          | 7,0      | 6,5      | 6,8      | 7,6      | 7,0   |
| Precipitazioni (mm)         | 28           | 22           | 22           | 27           | 48           | 60          | 67          | 69          | 54          | 57           | 40           | 32           | 82       | 97       | 196      | 151      | 526   |
| Giorni di pioggia           | 2            | 1            | 2            | 6            | 15           | 16          | 17          | 17          | 19          | 17           | 6            | 3            | 6        | 23       | 50       | 42       | 121   |
| Nevicate (cm)               | 20           | 25           | 26           | 12           | 1            | 0           | 0           | 0           | 0           | 1            | 6            | 12           | 57       | 39       | 0        | 7        | 103   |
| Giorni di neve              | 22           | 21           | 18           | 11           | 6            | 0           | 0           | 0           | 1           | 8            | 19           | 23           | 66       | 35       | 0        | 28       | 129   |
| Giorni di nebbia            | 1            | 2            | 3            | 2            | 3            | 2           | 3           | 2           | 2           | 2            | 2            | 2            | 5        | 8        | 7        | 6        | 26    |
| Umidità relativa media (%)  | 86           | 85           | 82           | 77           | 75           | 75          | 79          | 81          | 83          | 85           | 88           | 87           | 86       | 78       | 78,3     | 85,3     | 81,9  |
| Vento (direzione-m/s)       | W 4,4        | W 4,3        | W 4,1        | W 3,8        | N 3,9        | E 3,8       | E 3,7       | E 3,8       | W 4,0       | W 4,5        | W 4,5        | W 4,4        | 4,4      | 3,9      | 3,8      | 4,3      | 4,1   |